# Дети Дракулы
«Дети Дракулы» (англ. Dracula Twins) — компьютерная игра в жанре платформер от третьего лица, разработанная шведской компанией Legendo Entertainment и изданная Nerlaska Studio. Игра была анонсирована 29 марта 2006 года и выпущена для платформы Microsoft Windows в 12 октября 2006 года. 21 октября 2006 года игра была выпущена в России компанией «Новый диск». Игрок управляет Драком и Драканой — детьми-близнецами вампира графа Дракулы. У близнецов есть свои особые способности, приёмы и усиления, они собирают кровавые рубины и зарабатывают магические очки, чтобы использовать заклинания для победы над врагами. Продолжение игры с аналогичным названием вышло в ноябре 2013 года на платформе iOS, а ещё одно Dracula Twins R2: School's Out в настоящее время находится в разработке для платформ Apple TV, Microsoft Windows, Nintendo Switch и Xbox One.

## Игровой процесс
«Дети Дракулы» — платформер. Игровой процесс представляет из себя двухмерное движение по трехмерной среде, включающей более 40 уровней. Визуально игра выполнена в мультяшном стиле. Игрок может переключаться между близнецами, у которых есть свои особые способности. Игрок должен собирать кровавые рубины, которые приносят ему магические очки (MP), которые помогают использовать заклинания для победы над врагами. В игре присутствуют полупрозрачные платформы, исчезающие по истечении отведенного времени.

## Сюжет
В игре граф Дракула при помощи охотников на вампиров был захвачен из своего трансильванского замка злобным изобретателем доктором Жажда Жизни, который хочет жить вечно и планируют создать сыворотку бессмертия из крови вампира. Укрывшиеся и спасшиеся дети Дракулы, близнецы-вампиры Драк и Дракана, стремятся спасти его. Злой изобретатель завладел замком и разместил там свои машины и армию охотников на вампиров, воскресил нежити на окрестных кладбищах. Детям предстоит спасти отца, защитить свою землю и очистить замок от нежити при помощи волшебства.

## Разработка и релиз
| Системные требования    | Системные требования                    | Системные требования                   |
| ----------------------- | --------------------------------------- | -------------------------------------- |
|                         | Минимальные                             | Рекомендуемые                          |
| Windows                 |                                         |                                        |
| ОС                      | Windows 2000 / Windows XP с DirectX 8.1 | Windows XP с DirectX 9.0c              |
| ЦПУ                     | 1 Ггц Pentium 4 или AMD                 | 1 Ггц Pentium 4 или AMD                |
| Объём ОЗУ               | 256 Мб                                  | 256 Мб                                 |
| Место на диске          | 1,6 Гб                                  | 1,6 Гб                                 |
| Информационный носитель | CD                                      | CD                                     |
| Видеокарта              | 16 Мб, совместимая с DirectX 8.1        | 16 Мб, совместимая с DirectX 8.1       |
| Звуковая плата          | любая                                   | любая                                  |
| Устройства ввода        | клавиатура, компьютерная мышь           | клавиатура, компьютерная мышь, геймпад |

Дракула Близнецы были разработаны шведской компанией Legendo Entertainment. Руководителем, сценаристом и сопродюсером был Бьорн Ларссон. Сопродюсером и программистом был Альберто Де Ойо Неботом. Джо Шарп и Роб Шарп руководили художественным оформлением, а Александр Рёдер написал оригинальную музыку. Анонс игры состоялся 29 марта 2006 года
В игру можно было сыграть на мероприятии Games Convention в августе 2006 года. 1 июня 2006 года был опубликован трейлер и показаны скриншоты игры. 12 октября 2006 года игра была выпущена и доступна для покупки в Европе. 19 октября 2006 года была выпущена демоверсия на нескольких языках. 21 октября 2006 года игра была выпущена в России компанией «Новый диск». Legendo Entertainment сотрудничала с Meridian4 для издания игры в Северной Америке. «Дети Дракулы» была добавлена в библиотеку GameTap в апреле 2008 года.

## Приём
| Иноязычные издания    | Иноязычные издания                                                                 |
| Издание               | Оценка                                                                             |
| --------------------- | ---------------------------------------------------------------------------------- |
| Gamezebo              | 3,5 из 5 звёзд · 3,5 из 5 звёзд · 3,5 из 5 звёзд · 3,5 из 5 звёзд · 3,5 из 5 звёзд |
| Game Tunnel           | 6,7/10                                                                             |
| GBase                 | 5/10                                                                               |
| Русскоязычные издания |                                                                                    |
| Издание               | Оценка                                                                             |
| Absolute Games        | 43 %                                                                               |
| StopGame.ru           | 6,3/10                                                                             |
| «Игромания»           | 4,5/10                                                                             |

«Дети Дракулы» получила смешанные отзывы. Поиграв в демоверсию, Тэцуя Асакура из 4Gamer.net оценил атмосферу ужасов и порекомендовал её поклонникам экшн-игр с видом сбоку. Джоэл Броди из Gamezebo присудил игре оценку 3,5 звезды из 5, высоко оценив игровой мир, музыку, звуковые эффекты и стиль, но раскритиковал трёхмерную среду, элементы управления и отсутствие разнообразия монстров Четыре обозревателя Game Tunnel присвоили игре общую оценку 6,7/10 баллов, при этом Майк Хоммел высоко оценил стиль и жанр, но раскритиковал несовершенную реализацию, а Расс Кэрролл высоко оценил графику. Дэниел Болл из GBase поставил игре оценку 5/10 баллов, высоко оценив графику, игровой процесс и управление, но обнаружил, что удовольствие ограничено начальными уровнями. Георгий Курган из «Игромании» раскритиковал игру за качество трёхмерного окружения, назвал игру «типичной одноклеточной аркадой», не смог представить целевую аудиторию игры, поставил игре оценку 4.5 балла из 10, но похвалил локализацию компании «Новый Диск» и поставил ей оценку 2/3 балла.

## Продолжение
В ноябре 2013 года «Дети Дракулы» получила одноименное продолжение для платформы iOS, которое распространялось условно-бесплатно, состояло из пяти бесплатных уровней и открываемых за покупку нескольких дополнительных. Также оно было выпущено на Apple TV в сентябре 2015 года.
Ещё один сиквел Dracula Twins R2: School's Out в настоящее время находится в разработке для платформ Apple TV, Microsoft Windows (Steam), Nintendo Switch и Xbox One.